# 柯爾·亨利斯
柯爾·亨利斯（英語：Cole Harris；本名，1936年7月4日—2022年9月26日）是一位出生於加拿大的地理學家。亨利斯的研究興趣包括加拿大早期歐洲裔的人口和聚落地理學，以及英屬哥倫比亞省早期的殖民地理學。

## 生平小傳
柯爾·亨利斯出生於加拿大英屬哥倫比亞省溫哥華市。1958年在加拿大英屬哥倫比亞大學取得文學士學位，並在1961年和1964年在美國威斯康辛大學分別獲得理碩士和博士學位。隨後，亨利斯返回加拿大，兼任英屬哥倫比亞大學、多倫多大學和拉瓦爾大學的講師。

## 獲獎經歷
柯爾·亨利斯獲得多項獎項，包括2003年的加拿大皇家地理學會緬西獎章、2004年的加拿大勳章等。同時，亨利斯也是加拿大皇家學會會士。